# Olivier Kapo
Narcisse-Olivier Kapo Obou, noto come Olivier Kapo  (Abidjan, 27 settembre 1980), è un ex calciatore ivoriano naturalizzato francese, di ruolo centrocampista.

## Carriera

### Club
La sua carriera professionistica iniziò nel 1999 con l'Auxerre, dove giocò fino al 2004 quando fu prelevato dalla Juventus. Dopo un anno a Torino (14 presenze senza gol), nel 2005 venne ceduto in prestito per una stagione al Monaco dove in 25 presenze realizzò 5 gol. Rientrato a Torino, nel 2006 la Juventus lo mandò in prestito al Levante UD, dove segnò 5 gol in 32 presenze.

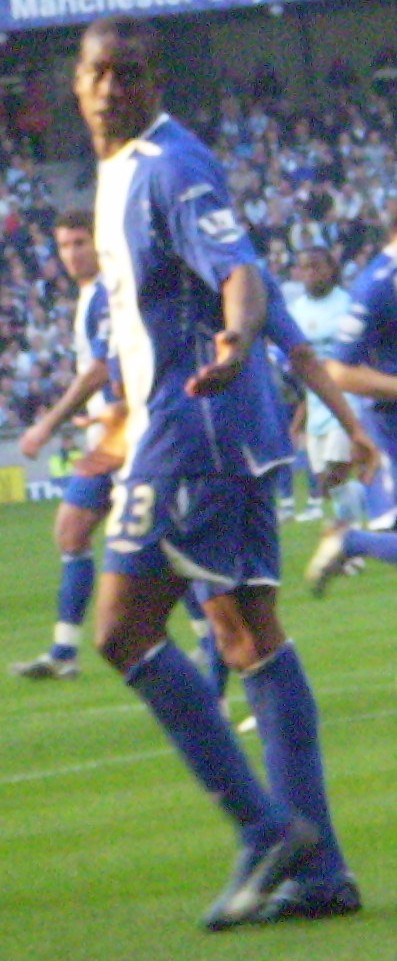
Kapo ai tempi del Birmingham City

Il 29 giugno 2007 fu acquistato dal Birmingham City per 3 milioni di sterline. Il 12 agosto 2007 esordì in Premier League nella gara persa per 3-2 contro il Chelsea, in cui segnò un gol.
Il 16 luglio 2008 passò al Wigan per 3,5 milioni di sterline, firmando un contratto triennale e ricongiungendosi con l'allenatore Steve Bruce, che la stagione precedente era al Birmingham. Il suo primo gol per il Wigan fu realizzato il 24 settembre 2008 nella vittoria per 4–1 contro l'Ipswich Town nella Coppa di Lega inglese; l'unico gol in campionato fu invece segnato nuovamente contro il Chelsea nella gara persa per 2-1 il 28 febbraio 2009. L'8 gennaio 2010 fu girato in prestito al Boulogne per sei mesi, abbandonando consensualmente il club inglese nell'agosto 2010.
Il 4 novembre 2010 venne ingaggiato dal Celtic, con cui firmò un contratto di 18 mesi; debuttò nel campionato scozzese nella gara vinta per 2-0 contro il St Johnstone. Nel gennaio 2011 lasciò il Celtic, accusando il club di aver unilateralmente modificato i termini del suo contratto.
Nel febbraio 2011 si trasferì in Qatar, all'Al-Ahly, firmando un contratto di 5 mesi e totalizzando solo 5 presenze e 2 gol realizzati nella gara vinta contro il Qatar SC per 3–1.
Nel gennaio 2012 è ritornato a giocare nell'Auxerre, firmando un contratto di 18 mesi dopo diverse settimane trascorse allenandosi col club francese.
Il 29 agosto 2013 firma, da svincolato, un contratto biennale con i greci del Levadeiakos.
Il 15 agosto 2014, passa al Korona Kielce.

### Nazionale
Con la Nazionale di calcio della Francia ha collezionato 9 presenze tra il 2002 e il 2004. Ha partecipato alla FIFA Confederations Cup 2003, andando a segno contro la Nuova Zelanda.. Inoltre ha segnato altri 2 gol nelle amichevoli contro l'Egitto e la Serbia e Montenegro.

## Statistiche

### Presenze e reti nei club
Statistiche aggiornate al 21 novembre 2013.
| Stagione          | Squadra         | Campionato      | Campionato | Campionato | Coppe nazionali | Coppe nazionali | Coppe nazionali | Coppe continentali | Coppe continentali | Coppe continentali | Altre coppe | Altre coppe | Altre coppe | Totale | Totale |
| Stagione          | Squadra         | Comp            | Pres       | Reti       | Comp            | Pres            | Reti            | Comp               | Pres               | Reti               | Comp        | Pres        | Reti        | Pres   | Reti   |
| ----------------- | --------------- | --------------- | ---------- | ---------- | --------------- | --------------- | --------------- | ------------------ | ------------------ | ------------------ | ----------- | ----------- | ----------- | ------ | ------ |
| 1998-1999         | Auxerre         | D1              | 1          | 0          | CF+CdL          | 0+2             | 0               | Int                | 0                  | 0                  | -           | -           | -           | 3      | 0      |
| 1999-2000         | Auxerre         | D1              | 15         | 3          | CF+CdL          | 1+1             | 0               | -                  | -                  | -                  | -           | -           | -           | 17     | 3      |
| 2000-2001         | Auxerre         | D1              | 29         | 4          | CF+CdL          | 3+2             | 0               | Int                | 8                  | 1                  | -           | -           | -           | 42     | 5      |
| 2001-2002         | Auxerre         | D1              | 25         | 4          | CF+CdL          | 0+2             | 0               | -                  | -                  | -                  | -           | -           | -           | 27     | 4      |
| 2002-2003         | Auxerre         | L1              | 21         | 6          | CF+CdL          | 2+0             | 0               | UCL+CU             | 6+2                | 1+0                | -           | -           | -           | 31     | 7      |
| 2003-2004         | Auxerre         | L1              | 29         | 2          | CF+CdL          | 3+4             | 1+0             | CU                 | 5                  | 1                  | SF          | 1           | 1           | 42     | 5      |
| 2004-2005         | Juventus        | A               | 14         | 0          | CI              | 2               | 0               | UCL                | 3                  | 0                  | -           | -           | -           | 19     | 0      |
| 2005-2006         | Monaco          | L1              | 25         | 5          | CF+CdL          | 0+1             | 0               | UCL+CU             | 1+5                | 0+2                | -           | -           | -           | 32     | 7      |
| 2006-2007         | Levante         | PD              | 30         | 5          | CR              | 2               | 0               | -                  | -                  | -                  | -           | -           | -           | 32     | 5      |
| 2007-2008         | Birmingham      | PL              | 26         | 5          | CF+CdL          | 0               | 0               | -                  | -                  | -                  | -           | -           | -           | 26     | 5      |
| 2008-2009         | Wigan           | PL              | 19         | 1          | CF+CdL          | 1+1             | 0+1             | -                  | -                  | -                  | -           | -           | -           | 21     | 2      |
| lug.2009-gen.2010 | Wigan           | PL              | 1          | 0          | CF+CdL          | 0               | 0               | -                  | -                  | -                  | -           | -           | -           | 1      | 0      |
| Totale Wigan      | Totale Wigan    | Totale Wigan    | 20         | 1          |                 | 2               | 1               |                    |                    |                    |             |             |             | 22     | 2      |
| gen.-giu.2010     | Boulogne        | L1              | 16         | 2          | CF+CdL          | 1+0             | 0               | -                  | -                  | -                  | -           | -           | -           | 17     | 2      |
| nov.2010-gen.2011 | Celtic          | SPL             | 2          | 0          | CS              | 4               | 3               | UCL+UEL            | 3+5                | 3+4                | -           | -           | -           | 43     | 35     |
| feb.2011-giu.2011 | Al-Ahly         | QSL             | 5          | 2          | -               | -               | -               | -                  | -                  | -                  | -           | -           | -           | 5      | 2      |
| gen.-giu.2012     | Auxerre         | L1              | 15         | 4          | CF+CdL          | 0               | 0               | -                  | -                  | -                  | -           | -           | -           | 15     | 4      |
| 2012-2013         | Auxerre         | L2              | 24         | 8          | CF+CdL          | 2+1             | 0               | -                  | -                  | -                  | -           | -           | -           | 27     | 8      |
| Totale Auxerre    | Totale Auxerre  | Totale Auxerre  | 159        | 31         |                 | 23              | 1               |                    | 21                 | 3                  |             | 1           | 1           | 204    | 36     |
| 2013-2014         | Levadeiakos     | SLE             | 4          | 1          | -               | -               | -               | -                  | -                  | -                  | -           | -           | -           | 4      | 1      |
| Totale carriera   | Totale carriera | Totale carriera | 301        | 52         |                 | 31              | 2               |                    | 30                 | 5                  |             | 1           | 1           | 378    | 95     |

### Cronologia presenze e reti in nazionale
| Cronologia completa delle presenze e delle reti in nazionale ― Francia | Cronologia completa delle presenze e delle reti in nazionale ― Francia | Cronologia completa delle presenze e delle reti in nazionale ― Francia | Cronologia completa delle presenze e delle reti in nazionale ― Francia | Cronologia completa delle presenze e delle reti in nazionale ― Francia | Cronologia completa delle presenze e delle reti in nazionale ― Francia | Cronologia completa delle presenze e delle reti in nazionale ― Francia | Cronologia completa delle presenze e delle reti in nazionale ― Francia |
| Data                                                                   | Città                                                                  | In casa                                                                | Risultato                                                              | Ospiti                                                                 | Competizione                                                           | Reti                                                                   | Note                                                                   |
| ---------------------------------------------------------------------- | ---------------------------------------------------------------------- | ---------------------------------------------------------------------- | ---------------------------------------------------------------------- | ---------------------------------------------------------------------- | ---------------------------------------------------------------------- | ---------------------------------------------------------------------- | ---------------------------------------------------------------------- |
| 7-9-2002                                                               | Strovolos                                                              | Cipro                                                                  | 1 – 2                                                                  | Francia                                                                | Qual. Euro 2004                                                        | -                                                                      | 81’                                                                    |
| 20-11-2002                                                             | Saint-Denis                                                            | Francia                                                                | 3 – 0                                                                  | Jugoslavia                                                             | Amichevole                                                             | 1                                                                      |                                                                        |
| 30-4-2003                                                              | Saint-Denis                                                            | Francia                                                                | 5 – 0                                                                  | Egitto                                                                 | Amichevole                                                             | 1                                                                      | 57’                                                                    |
| 18-6-2003                                                              | Lione                                                                  | Francia                                                                | 1 – 0                                                                  | Colombia                                                               | Conf. Cup 2003 - 1º turno                                              | -                                                                      | 61’                                                                    |
| 22-6-2003                                                              | Saint-Denis                                                            | Francia                                                                | 5 – 0                                                                  | Nuova Zelanda                                                          | Conf. Cup 2003 - 1º turno                                              | 1                                                                      |                                                                        |
| 26-6-2003                                                              | Saint-Denis                                                            | Francia                                                                | 3 – 2                                                                  | Turchia                                                                | Conf. Cup 2003 - Semifinale                                            | -                                                                      | 69’ 75’                                                                |
| 29-6-2003                                                              | Saint-Denis                                                            | Francia                                                                | 1 – 0 dts                                                              | Camerun                                                                | Conf. Cup 2003 - Finale                                                | -                                                                      | 90’                                                                    |
| 18-2-2004                                                              | Bruxelles                                                              | Belgio                                                                 | 0 – 2                                                                  | Francia                                                                | Amichevole                                                             | -                                                                      | 77’                                                                    |
| 20-5-2004                                                              | Saint-Denis                                                            | Francia                                                                | 0 – 0                                                                  | Brasile                                                                | Amichevole                                                             | -                                                                      | 68’                                                                    |
| Totale                                                                 |                                                                        | Presenze                                                               | 9                                                                      |                                                                        | Reti                                                                   | 3                                                                      |                                                                        |

## Palmarès

### Club

#### Competizioni Nazionali
- Campionato italiano: 1 (revocato)

Juventus: 2004-2005
- Coppa di Francia: 1

Auxerre: 2002-2003

### Nazionale
- Confederations Cup: 1

2003